# Dirk Groot
Dirk Groot, ook bekend als de "Zwerfinator", is een Nederlands milieuactivist. Groot, een voormalige ICT-medewerker, zet zich sinds maart 2014 in om het probleem van zwerfafval en plasticvervuiling aan te pakken. Hij gaat elke dag op pad om afval te rapen, waarbij hij elk stuk geraapt afval fotografeert en opneemt in een database. Met deze gegevens schrijft hij rapporten en benadert hij overheden en bedrijven om het probleem van zwerfafval aan te pakken. Hij wordt ingehuurd als spreker en gastdocent. In 2019 werd Dirk Groot gekozen tot nummer 1 in de Duurzame 100. "Groot maakt het zwerfafvalprobleem toetsbaar en controleerbaar. In ruim vijf jaar heeft hij het probleem in Nederland inzichtelijk gemaakt," aldus de jury van de Duurzame 100.
Door het zwerfafval in kaart te brengen, wist hij samen met activist Merijn Tinga het bedrijf Pervasco, de producent van Anta Flu, te bewegen om biologisch afbreekbare verpakking te gebruiken. Tevens overtuigden zij middels de campagne Operatie #Knetterbal grootwinkelbedrijven om niet langer vuurwerk met plastic te verkopen. In de zomer van 2020 initieerde hij Operatie #Spatplastic waardoor grootwinkelbedrijven beloofden geen waterballonnen en plastic confetti meer te verkopen.
Zijn onderzoeken naar drankverpakkingen in het zwerfafval worden sinds 2019 meegenomen door Rijkswaterstaat in de monitoring van drankverpakkingen in het zwerfafval. 